# Семюель Мікулак
Семюель Мікулак (англ. Samuel Mikulak, нар. 13 жовтня 1992 року)— американський гімнаст. Дворазовий бронзовий призер чемпіонату світу. Учасник Олімпійських ігор 2012, 2016 та 2020.

## Біографія
Народився в родині спортивних гімнастів Стівена та Тіни Мікулак, які виступали за університетську команду Берклі. Має молодшу на шістнадцять місяців сестру Алекс.
Здобув освіту психолога в університеті Мічигану.

## Спортивна кар'єра
Разом з батьками почав відвідувати зал спортивної гімнастики з дворічного віку.

##### 2017
У лютому травмував ахіллове сухожилля, до змагань повернувся в серпні того ж року.

#### 2021
На олімпійських випробовуваннях посів четверте місце в багатоборстві з результатом 166,750 балів. Відібрався до команди США на Олімпійських іграх в Токіо, Японія.

## Результати на турнірах
| Рік  | Змагання                   | КБ | ІБ | Вільні вправи | Кінь | Кільця | Опорний стрибок | Паралельні бруси | Перекладина |
| ---- | -------------------------- | -- | -- | ------------- | ---- | ------ | --------------- | ---------------- | ----------- |
| 2012 | Олімпійські ігри           | 5  |    |               |      |        | 5               |                  |             |
| 2013 | Чемпіонат світу            |    | 6  |               |      |        |                 |                  | 4           |
| 2014 | Чемпіонат світу            | 3  | 12 |               |      |        |                 |                  |             |
| 2016 | Олімпійські ігри           | 5  | 7  | 8             |      |        |                 |                  | 4           |
| 2017 | Чемпіонат світу            |    |    |               |      |        |                 |                  | 18          |
| 2018 | Кубок світу. Токіо         |    | 3  |               |      |        |                 |                  |             |
| 2018 | Чемпіонат світу            | 4  | 5  | 7             | 4    |        |                 | 4                | 3           |
| 2019 | American Cup               |    | 2  |               |      |        |                 |                  |             |
| 2019 | Кубок світу. Токіо         |    | 1  |               |      |        |                 |                  |             |
| 2019 | Чемпіонат світу            | 4  | 7  |               |      |        |                 |                  | 5           |
| 2020 | American Cup               |    | 1  |               |      |        |                 |                  |             |
| 2021 | Чемпіонат США              |    | 3  |               |      |        |                 |                  |             |
| 2021 | Олімпійські випробовування |    | 4  |               |      |        |                 |                  |             |
| 2021 | Олімпійські ігри           | 5  | 12 |               |      |        |                 | 6                |             |

## Іменний елемент
2011 року планував продемонструвати коронний елемент на паралельних брусах, однак зламав обидві щиколотки та змушений був пропустити чемпіонат світу в Токіо, Японія, де бразильський гімнаст Серхіо Сасакі виконав його елемент. Міжнародна федерація гімнастики присвоїла йому ім'я "The Sasaki", що засмутило Семюеля.
На Олімпійських ігах 2012 в Лондоні, Велика Британія, продемонстрував подвійні ножиці вперед з одного кінця коня до іншого, які отримали ім'я "Mikulak".

## Спортивна академія
В 2020 році став співзасновником школи спортивної гімнастики "Клініка Мікулака", в якій планує тренувати після завершення кар'єри на Олімпійських іграх 2020 (2021) в Токіо, Японія.